# エリック・バウアーズフェルド
エリック・バウアーズフェルド（Erik Bauersfeld、1922年6月28日 - 2016年4月3日）は、ニューヨーク州のブルックリン区出身のラジオドラマ、声優。

## 主な出演作品

### 映画
- スター・ウォーズ/ジェダイの帰還（1983年） - アクバー提督 / ビブ・フォーチュナ
- A.I.（2001年）
- クリムゾン・ピーク（2015年）
- スター・ウォーズ/フォースの覚醒（2015年） - アクバー提督